# Luis Servidio
Luis Servidio (Buenos Aires, Argentina 9 de octubre de 1895–San Fernando, ídem, 26 de enero de 1961), apodado El Gordo, fue un bandoneonista y compositor dedicado al género de tango.

## Actividad profesional
Fue el primero de los hermanos en interesarse en la ejecución del bandoneón, luego lo siguió José, el hermano del medio, y finalmente, Alfredo, el menor. Los tres fueron fundamentalmente autodidactas, si bien recibieron algunas enseñanzas de maestros de su época como Genaro Espósito, el contrabajista Arturo Bernstein y Juan Maglio, entre otros. 
De 1918 son sus primeras composiciones: Emita un tango que grabó Roberto Firpo y el vals Para siempre. Carlos Gardel grabó 4 de las obras, entre ellas El bulín de la calle Ayacucho y Trapito. A ellas hay que agregar otras obras que escribió en colaboración con su hermano José.
Falleció el 26 de enero de 1961.

## Obras registradas por Luis Servidio en SADAIC
Las obras que aparecen registradas en SADAIC a nombre de Luis Servidio son:
- Amor torero (en colaboración con José Servidio)
- Bien sé que es cierto (en colaboración con José Servidio y Alfredo Bigeschi) (1934)
- Cina Cina (en colaboración con José Servidio) (1937)
- Como aman los gauchos (en colaboración con Eduardo Escaris Méndez y José Servidio) (1933)
- Del barrio fuistes (en colaboración con José Servidio y Santiago Adamini) (1933)
- El bulín de la calle Ayacucho (en colaboración con Celedonio Esteban Flores y José Servidio) (1954)
- El carretón (en colaboración con Ernesto Gauna y José Servidio) (1933)
- Falsa fuiste (en colaboración con José Servidio y Carlos Alberto Ritacco) (1933)
- Lamento gaucho (en colaboración con José Servidio)
- Mis recuerdos (en colaboración con Alfredo Faustino Roldán y José Servidio) (1944)
- Tendrás que llorar por mí (en colaboración con José Servidio y Alfredo Faustino Roldán )
- Todo un hombre (en colaboración con José Servidio y José Vaini)  (1939)
- Trapito (en colaboración con Eugenio Rodríguez Asensio y José Servidio) (1938)
- Vida triste (en colaboración con Alfredo Faustino Roldán y José Servidio) (1933)
- Virgen de Luján (en colaboración con José Servidio y Alfredo Faustino Roldán) (1940)